# Dmitrij Sjujskij
Dmitrij Ivanovitj Sjujskij (russisk: Дмитрий Иванович Шуйский, tr. Dmitrij Ivanovitj Sjujskij; født 1560, død 1612 i Gostynin, Polen) var en russisk knjaz (fyrste) og general.
Sjujskij stammer fra fyrsterne af Suzdal, deltog i tsarevitj Fjodor Ivanovitjs felttog og rejser, blev 1586 vojvod af Kargopol, men blev forvist i 1587 till Sjuja (i Vladimir guvernement) af Boris Godunov, som han siden forsonede sig med og hvis svigerinde han giftede sig med.
I 1606 deltog Sjujskij i sammansværgelsen mod den falske Dmitrij og havde kommandoen i flere slag med polakkerne, som han kun en enkelt gang lykkedes at besejre, mens hans unge slægtning, Mikhail Skopin-Sjujskij, gik fra sejer til sejer. Da Mikhail Skopin-Sjujskij døde efter et gæstebud hos Dmitrij Sjujskij, mistænktes denne for giftmord og blev så upopulær, at Stanisław Żółkiewski lykkedes at besejre moskoviterne i slaget ved Klusjino i 1610.
Dmitrij Ivanovitj Sjujskij døde i polsk fangenskab. Dmitrijs lillebror Vasilij Ivanovitj Sjujskij var den sidste zar af Rusland fra Rurik-dynastiet.